# 墩子塘站
墩子塘站位于中华人民共和国江西省南昌市东湖区叠山路与环湖路和北湖路交叉口地下，是南昌地铁3号线的地铁车站，车站于2020年12月26日和3号线一同启用。

## 车站结构
车站位于叠山路与环湖路的交叉口，为地下三层岛式车站:55。

### 楼层
| 1层  | 地面               | 出入口                         |  |  |
| -1层 | 站厅               | 自动售票机、客服中心           |  |  |
| -2层 | 设备层             | 车站设备                       |  |  |
| -3层 |                    | █ 3号线 往银三角北（八一馆）   |  |  |
|      | 岛式站台，左侧开门 |                                |  |  |
|      |                    | █ 3号线 往京东大道（青山路口） |  |  |

### 出入口
| 编号                   | 指示       | 图片 | 建议前往的目的地                                         |
| ---------------------- | ---------- | ---- | -------------------------------------------------------- |
| 出口 · 2L              | 叠山路北侧 |      | 环湖路、南昌市第十九中、苏圃路、江西省儿童医院(东湖院区) |
| 出口 · 3L · 升降机标志 | 叠山路北侧 |      | 环湖路、右营街、阳明公园                                 |
| 出口 · 4L              | 叠山路南侧 |      | 南昌市北湖小学、北湖路、环湖路、北湖、肖家路、汤家园巷   |
| 註： 設有              |            |      |                                                          |

## 历史
- 在2012年的规划中显示该站名为“叠山路站”[2]。
- 2014年3月21日公布的“南昌市城市快速轨道交通建设规划（2014-2020）环评”显示本站名为叠山路站[3]。
- 2015年5月5日《南昌市城市轨道交通第二期建设规划(2015-2021)》得国家发改委批复，显示本站名为“叠山路站”[4]。
- 2015年7月20日南昌市轨道交通3号线工程环境影响评价文件拟受理情况的公示，[5]公布了《南昌市轨道交通3号线工程环境影响报告书（公示稿）》[1]。
- 2015年8月4日《关于南昌市轨道交通3号线工程规划选址的批前公示》，“叠山路站”位于环湖路与叠山路的交叉口[6][7]。
- 2016年8月6日南昌晚报报道了地铁2、3号线车站改名情况；本站改名为墩子塘站[8]。